# Военна диплома (Древен Рим)
Военната диплома (diploma militaris) е документ, който се издавал в Римската империя на помощните войски и другите войници като доказателство, че са служили в римската войска. Това им дава римско гражданство и право да сключат брак.
Войниците от римската войска до края на 2 век пр.н.е. имали право да се женят след 25-годишната си военна служба, за което са награждавани с получаване на римско гражданство (Военна диплома). Затова често са живели в конкубинат.